# Ace Combat: The Belkan War
 (novembre 2018).
Si vous disposez d'ouvrages ou d'articles de référence ou si vous connaissez des sites web de qualité traitant du thème abordé ici, merci de compléter l'article en donnant les références utiles à sa vérifiabilité et en les liant à la section « Notes et références ».
Ace Combat: The Belkan War (ou Ace Combat Zero: The Belkan War) est un simulateur de vol de combat sur PlayStation 2, sorti en 2006. Il est développé et édité par Namco.

## Système de jeu
Reprenant le principe des épisodes précédents, Ace Combat: The Belkan War est le sixième de la série Ace Combat. Le scénario prend la forme d'une préquelle d'Ace Combat: Squadron Leader. Les avions présents datent des années 1970-1980, comme le F/A-18 et le F-15, certains sont plus vieux, comme le Saab 35 Draken. Au bout de la quatorzième mission, le joueur se voit accorder un titre, « mercenaire » s'il a éliminé toute cible à sa portée, « chevalier » si au contraire il a épargné toutes les cibles neutres. Le joueur entre les deux est appelé « soldat ». Ce titre influe parfois sur le type d'ennemis rencontrés. Un mode deux joueurs est disponible, l'écran est alors divisé en deux parties égales. Aucun mode en ligne n'est disponible.

## Histoire
Ace Combat: The Belkan War raconte les évènements qui se sont déroulés avant Ace Combat: Squadron Leader. L'histoire est racontée sous la forme d'un documentaire pour la chaîne de télévision fictive OBC. Ce documentaire retrace la Guerre de Belka, basé sur des écrits et sur des témoignages, dont un témoignage en particulier, celui de "Solo Wing Pixy", de l'Ustio Air Force. Pixy narre les actions d'un pilote légendaire capable de défier la légendaire Belkan Air Force et faire basculer le cours de la guerre. Le narrateur commence par l'année 1995 lorsque Belka, en pleine crise, attaque par surprise ses voisins.

## Belligérants

### Fédération fasciste de Belka
La fédération de Belka se situe sur le continent oséen, plus précisément au nord-est d’Osea. Belka est considérée comme une puissance majeure, de par son passé guerrier et ses ressources (industrie, armée, …), mais d’un niveau inférieur par rapport à la Fédération d'Oséa et à Yuktobania. Le pays est dessiné par des paysages denses et magnifiques, comme la forêt de Tauberg ou encore les côtes d’Anfang. Le pays en divisés en 2 régions : le Nord et le Sud. Le Sud est considéré comme un bassin dynamique et riche en termes d’industrie et de technologie de pointe, tandis que le Nord est considéré comme le berceau historique de la nation belkanne. La capitale du Belka est Dinsmark.
Belka est cependant apparue tout d’abord comme une région prospère, qui ne cherchait plus à conquérir militairement des territoires avoisinants par rapport aux décennies passés. S’il est mentionné dans le jeu que les Belkans ont été repoussés à maintes reprises, Belka elle-même n’a jamais été envahie.
Ainsi, durant cette période, le gouvernement belkan initie la loi de révision de la fédération, qui prévoit en fait la scission et l’indépendance de certains territoires, comme celui d’Ustio en exemple. Mais ces réformes se soldent par un fiasco, aux conséquences très lourdes. L’économie se désagrégea et le déclin s’amorça au sein de la fédération. Le 12 décembre 1991, le « Belkan Home Worker's Party », une formation d’extrême droite, remporte les élections et se rend maître du pays.
Le bouleversement est général. L’ancienne démocratie fait place désormais à un ordre fasciste et dès lors, Belka entama un développement hyper intensif de son arsenal militaire et parvient à retrouver un équilibre économique.
Les investissements dans le potentiel militaire sont énormes. Les Belkans parviennent à développer des armes non conventionnelles à l’envergure extraordinaire, tel le Hresvelgr, un prototype aérien multirôle, ou bien encore Excalibur, une plate-forme de frappe laser tactique. Les corps d’armée air, terre, mer furent eux aussi renforcés. L’armée de l’air belkanne, dont les pilotes sont réputés pour leur excellence au combat, fut dotée de moyens ultra perfectionnés, la permettant de gagner une guerre à elle seule. Des soupçons indiqueraient aussi l’existence de bombes A dissimulés et prêtes à être déployées.
Persuadés de pouvoir enfin reconquérir leur territoire perdu, les Belkans manifestent de plus en plus leur soif de guerre. La découverte d’un gisement de ressources naturelles abondant fournit le moment propice pour l’amorce de l’engrenage. De ce fait, début printemps 1995, Belka envahit ses voisins et embrase la situation à l’échelle mondiale.
Si les premières semaines de combat sont éclatantes pour l’armée belkanne, la situation s’enlise et peu à peu, les Belkans perdent du terrain et finissent par se retrancher sur la mère patrie. La coalition alliée, composée par les super-puissances d’Osea et de Yuktobania et des pays assaillis, mobilisèrent d’énormes ressources pour anéantir Belka. Ayant franchi les 2 principales lignes de défense et mis hors d’état de nuire Excalibur, les Alliés sont aux portes de Sudentor. Au pied du mur, les ultranationalistes belkans font détoner 7 bombes nucléaires, afin de créer une barrière radioactive impénétrable. En conséquence, on compte plus de 12 000 morts et la majeure partie du sud Belka est devenue un no man’s land glacial et inhabitable. Cet ultime acte de désespoir signe la fin du régime fasciste et le 20 juin 1995, un accord de paix est signé à Lumen, mettant un terme au conflit. Cet accord prévoit un partage des ressources naturelles et l’annexion du Sud Belka par la fédération oséenne
Malgré cela, plusieurs sections de l’armée du Belka refusent le changement de pouvoir et poursuivent la lutte clandestinement. Une grande partie d’entre eux formeront la redoutable organisation du « Monde Sans Frontières ». Ces derniers ont pu mettre la main sur les armes non utilisées du Belka, notamment l’immense bombardier Hresvelgr et le V2, une ogive de destruction massive. Ils seront mis en échec par l’escadrille Galm, lors de l’offensive sur le barrage d’Avalon.
Un autre groupe de Belkans renégats, les « Grey Men » (Hommes Gris littéralement), prépare dans l’ombre un plan de conspiration visant à déclencher un nouveau conflit mondial.

### République d'Ustio
Ustio est un petit état, situé sur le continent oséen, qui était intégré dans la fédération de Belka. Son climat et son relief sont assez diversifiés, cela va de montagnes froides et enneigées dans le sud aux régions arides au nord, en passant de zones tempérées, notamment la capitale, Directus. Ce pays minuscule, aux yeux de ses voisins, possède cependant beaucoup de ressources naturelles, qui seront sources de conflit, en particulier envers Belka.
La république d’Ustio naquit vers la fin des années 1980, à la suite de la ratification de la loi de révision de la fédérale belkanne, qui prévoit la sécession de certains territoires. Ainsi et grâce à l’abondance de ses matières premières sur son sol, Ustio put rapidement se développer. Cependant, privée de ses anciennes ressources, l’économie du Belka plongea dans le chaos et provoqua un bouleversement politique majeur pour l’ex-fédération.
L’avènement d’un pouvoir fasciste au Belka inquiéta le gouvernement d’Ustio et décida de développer une armée suffisamment forte pour protéger le pays. Néanmoins tout de même, Ustio place leurs espérances de paix aux mains d’Osea, croyant que la super-puissance dissuadera les velléités belkannes. Bien malgré cela, les efforts de défense d’Ustio restent faibles, en dépit de l’acquisition de la technologie AWACS (qui se révélera très utile au cours de la guerre pour le joueur), et se confirmeront lors du déclenchement du conflit.
Ainsi, en mars 1995, un important gisement de ressources naturelles est découvert, qui déborde sur Belka et Ustio. Pour les fanatiques Belkans, l’heure de la reconquête sonne et une guerre éclair est lancée en direction d’Ustio, de Sapin et d’Osea. Dès les premières semaines de la guerre, la quasi-totalité des forces aériennes d’Ustio sont détruites, ne permettant plus aux troupes terrestres d’être appuyés. Il fut donc décidé d’abandonner le pays, à l’exception des montagnes enneigées de l’arrière-pays, qui constitue un véritable rempart naturel. C’est d’ailleurs dans cette région là, que se trouve la base aérienne de Valais, dernier bastion de la résistance d’Ustio. Ce sera d’ailleurs le point de départ de l’escadrille Galm, composée uniquement de mercenaires expérimentés, qui contribueront à la libération du pays et à la fin de la guerre.
Certains soldats d’Ustio déserteront leurs rangs pour rejoindre l’organisation criminelle « Le Monde Sans Frontières », après le cessez-le feu « officiel » des combats.
Par la suite, Ustio demeura une nation pacifique, n’ayant qu’un rôle mineur dans la géopolitique du monde fictif d’Ace Combat.

### Royaume de Sapin
Sapin est un petit pays comme Ustio et en est également son voisin. On ne sait que très peu de choses sur le royaume de Sapin, si ce n’est que sa capitale est Gran Rugido et ses forces armées sont relativement faibles par rapport à ceux d’Osea ou de Belka.
Tout comme Ustio et Osea, le royaume de Sapin sera attaqué par les Belkans. Mais il semblerait que ces derniers n’ont pas pu pénétrer aussi loin par rapport à Ustio. Sapin fait partie de la coalition alliée contre Belka, et a joué un rôle important durant la guerre.
Cependant, plusieurs unités de l’armée de Sapin ont rejoint « Le Monde Sans Frontières » après la guerre, et ont participé à des actes terroristes, notamment le bombardement de Lumen, auquel le 11e escadron tactique de combat, l’escadrille d’as Espada.

### Le Monde Sans Frontières
Le Monde sans Frontières (A World With No Boundaries en anglais) est une organisation terroriste internationale composée de militaires ayant désertés les rangs des pays participant au conflit Belkan. On trouve donc des soldats de la coalition alliée (Osea, Yuktobania, Sapin et Ustio) que ceux de Belka.
Leurs motivations sont relativement floues et étranges. Leur but est en fait de changer le monde ou plutôt de le remodeler en éliminant les frontières des nations, qu’ils jugent responsables des guerres, et d’établir un ordre mondial unique.
Ils sont tout de même très puissants et dangereux. Leurs éléments sont des as des airs des différentes armées et ils ont réussi à mettre la main sur du matériel de guerre hautement perfectionnés, comme le XB-0 Hresvelgr et le V2 MIRV, une ogive aux têtes nucléaires multiples, beaucoup plus dévastatrice que les 7 bombes nucléaires belkannes utilisés lors de la guerre, pouvant déclencher une apocalypse sur Terre.
Leur QG se trouve être la forteresse d’Avalon, dans la vallée de Mund dans le centre de Belka. Elle est complètement impossible à repérer, car elle est immergée sous un lac artificiel, ce qui permet aux terroristes de préparer leur plan sans être découvert. D’autant plus, que son système de défense sol-air, est qualifié d’infranchissable par les renseignements alliés. Il ne sera heureusement pas assez capable pour stopper l’escadrille Galm, qui parviendra à infiltrer le barrage lors d'une opération audacieuse et mettre en échec la tentative de lancement du MIRV, annihilant également et définitivement la menace du Monde Sans Frontières.
Selon les services secrets oséens, aujourd’hui la plupart des investigateurs de l’organisation sont soient morts, emprisonnés ou encore en fuite, mais hors d’état de nuire.

## Avions

### Modèles jouables
| F-5E          | J-35J        | F-1      | MiG-21bis   | F-4E           |
| MiG-29A       | F-20A        | F-16C    | F/A-18C     | A-10A          |
| MiG-31        | Mirage 2000D | EA-6B    | Su-27       | F-15C          |
| X-29A         | F-14D        | Gripen C | F-16XL      | Tornado Gr.4   |
| F-2A          | F-15E        | F-117A   | F-35C       | EA-18G         |
| Rafale M      | EF-2000      | Su-32    | YF-23A      | F-15S/MTD (en) |
| Su-47         | Su-37        | F/A-22A  | X-02 Wyvern | ADFX-01 Morgan |
| ADF-01 Falken |              |          |             |                |

### Modèles présents
- Avions de combat :
  - AV-8B Harrier II
- Avions cargo :
  - C-5B Galaxy
  - C-17A Globemaster III
  - C-130H Hercules
- Bombardiers :
  - B-2A Spirit
  - B-52H Stratofortress
  - BM-335 (modèle inconnu ?)
  - XB-0 Hresvelgr
- AWACS :
  - E-767
- Ravitailleur :
  - KC-10 Extender
- Autres appareils :
  - SR-71 Blackbird
  - XB-70 Valkyrie